# Eesti Gaas
AS Eesti Gaas är ett estniskt gasföretag.
Eesti Gaas ägs av det estniska investbolaget Infortar. Det ägdes tidigare av ryska Gazprom (37%), tyske E.ON Ruhrgas (34%), finländska Gasum (18%) och Itera Latvija (ägt av ryska Rosneft, 10%). Dotterbolaget EG Võrguteenus, från 2009 Elering, etablererades 2006 och driver Estlands transmissionsnät för naturgas.
Eesti Gaas verkar under namnet Elenger i Lettland , Litauen, Polen och Finland. Från hösten 2021 erbjuder Elenger Marine fartyg-till-fartyg-bunkring av LNG i Finska viken och norra Östersjön.
Dotterbolaget Gaasivõrk driver Estlands största gasdistributionsnät.

## Historik
Eesti Gaas föregångare grundades 1948 och levererade oljeskiffergas i naturgasledningen Kohtla-Järve – Leningrad till Leningrad. Naturgasledningen användes senare i motsatt riktning för att leverera rysk naturgas till Estland. Namnet Eesti Gaas introducerades 1988 och företaget övertogs av estländska staten 1990. År 1993 blev AS Eesti Gaas ett aktiebolag, vilket delvis privatiserades 1993–1995. År 1993 tog Lentrasgaz (senare Gazprom) en 30-procentig andel. År 1994 köpte Ruhrgas (senare E.ON) omkring 15 % av aktierna 15% och andra nya ägare 15 %, medan den estniska staten behöll 39 %. Under följande år skedde ytterligare försäljningar av aktieposter.